# Protrusion dentaire

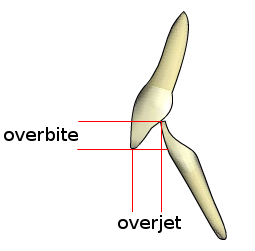
Surplombs antérieurs vertical (supraclusion) et horizontal (protrusion).

La protrusion dentaire est l'étendue du chevauchement horizontal (antéro-postérieur) des incisives centrales maxillaires sur les incisives centrales mandibulaires. 
Une protrusion excessive est une malocclusion dentaire de classe II, dans laquelle les incisives supérieures devancent trop les incisives inférieures. C'est un défaut (excès) de surplomb antérieur horizontal. Le défaut opposé, dans lequel les incisives inférieures devancent les supérieures, est l'occlusion croisée. On dit que les incisives centrales supérieures sont protrudées.
Dans une malocclusion de classe II Division 1, l'arête des incisives mandibulaires se trouve en arrière du plateau cingulum des incisives maxillaires avec des incisives maxillaires normales ou inclinées en avant (British Standards Index, 1983). Il y a toujours augmentation de la protrusion.
Dans une malocclusion de classe II Division 2, l'occlusion des incisives inférieures s'effectue en arrière du plateau cingulum des incisives supérieures et les incisives centrales supérieures sont inclinées en arrière. La protrusion est généralement minime mais peut être augmentée,. 